# 45 př. n. l.

## Události
- zavedení juliánského kalendáře ve starověkém Římě

## Narození
- ? – Wang Mang, císař říše Sin († 6. října 23)

## Hlavy států
- starověký Řím – Julius Caesar (49 – 44 př. n. l.)
- Parthská říše – Oródés II. (58/57 – 38 př. n. l.)
- Egypt – Ptolemaios XIV. Theos Filopatór II. (47 – 44 př. n. l.)
- Čína – Juan-ti (dynastie Západní Chan)